# ニューヨーク・カウンターポイント
ニューヨーク・カウンターポイント（New York Counterpoint）は、スティーヴ・ライヒの作曲したクラリネットとテープ（或いは全部で11本のクラリネットとバス・クラリネット）のための作品。

## 概要
リチャード・ストルツマンの委嘱で1984年に作曲され、1986年1月20日にニューヨークのエイヴリー・フィッシャー・ホールで初演された。
独奏楽器とテープのための「カウンターポイント」シリーズの2作目（1作目はフルートのための『ヴァーモント・カウンターポイント』）にあたり、同種の楽器の響き合いによって、ライヒの初期作品を思わせる多層的な響きが形作られている。またこの作品ではクラリネットによって電子楽器に近い音色が生まれ、それによってニューヨークという街の波打つ活気を再現することが試みられていた。ライヒの作品の中でも広く知られているものの一つである。

## 楽器編成
- クラリネット、録音テープ（或いはクラリネット8〔うち、バスクラリネット持替 1〕、バスクラリネット2）

奏者は事前に10のパートを録音し（出版社のブージー・アンド・ホークスからCDがレンタルされている）、ライヴではリアルタイムの演奏と録音とをミキシングして聴衆に届ける。また、11人のクラリネット奏者によってリアルタイムで演奏することもできる。

## 楽曲構成
切れ目なく演奏される急‐緩‐急の3楽章からなり、演奏時間は約11分。
- I. Fast

6/4=3/2拍子。変ホのエオリア旋法。冒頭から奏される「パルス」は、『18人の音楽家のための音楽』（1976年）から導かれたものである。パルスの中からメロディーが浮き上がると、他の楽器によってずれて模倣される。ライヒによると、旋律パターンを繰り返し、重ね合わせる点は『ピアノ・フェイズ』（1967年）や『ヴァイオリン・フェイズ』（同）のエコーであるという。やがて、冒頭のパルスが同じ和声進行で呼び起こされる。重ね合わされたメロディーと和音のパルスとが同調し、より大きなパターンが生まれる。最後には対位法的に絡み合う声部が次第に消えていく。
- II. Slow

3/4拍子。ホ音のミクソリディア旋法。第1楽章の二分の一のテンポで奏される楽章だが、メロディーをずらして模倣する手法は同一であり、この楽章ではさらに重要なものとなっている。また、後半ではまた「パルス」が再現される。ライヒによれば、基本パターンの和声的な組み立てには同時期の『六重奏曲』（1985年）の影響がある。全曲の中では最もメロディックな、落ち着いた部分で、フィナーレの前の間奏曲としての役割を果たす。
- III. Fast

6/4=3/2拍子。第1楽章の活気あるリズムが戻ってくる。この楽章ではバスクラリネットに重要な役割が与えられている。前楽章までと比べて明確な旋律パターンは目立たないようになっているが、バスクラリネットのアクセント付けによって一小節を「4つの八分音符×3」に分割したり「3つの八分音符×4」に分割したりし、同じ素材であっても聴取感を違うものにしている。